# シンシナティ市長
シンシナティ市長（英語：Mayor of Cincinnati）は、アメリカ合衆国のオハイオ州シンシナティの市長である。

## 一覧
| 任期                  | 氏名                                     | 生没年          | 政党                 | 選出 |
| --------------------- | ---------------------------------------- | --------------- | -------------------- | ---- |
| 1802年 - 1803年       | ディヴィッド・ジーグラー                 | 1748年 - 1811年 |                      | 公選 |
| 1803年 - 1804年       | ジョーゼフ・プリンス                     |                 |                      | 公選 |
| 1805年 - 1806年       | ジェームズ・フィンドレー                 | 1770年 - 1835年 |                      | 公選 |
| 1807年                | ジョン・S・ガノ                          |                 |                      | 公選 |
| 1807年                | マーティン・バウム                       | 1765年 - 1831年 |                      | 公選 |
| 1808年 - 1809年       | ダニエル・シムズ                         | 1772年 - 1827年 |                      | 公選 |
| 1810年 - 1811年       | ジェームズ・フィンドレー                 | 1770年 - 1835年 |                      | 公選 |
| 1812年                | マーティン・バウム                       | 1765年 - 1831年 |                      | 公選 |
| 1813年                | ウィリアム・スタンリー                   |                 |                      | 公選 |
| 1814年                | サミュエル・W・デイヴィス                | 1776年 - 1843年 |                      | 公選 |
| 1815年 - 1819年       | ウィリアム・コリー                       | 1779年 - 1833年 |                      | 公選 |
| 1819年 - 1831年       | アイザック・G・バーネット                | 1784年 - 1856年 |                      | 公選 |
| 1831年 - 1833年       | イライシャ・ホッチキス                   | 1778年 - 1858年 |                      | 公選 |
| 1833年 - 1843年       | サミュエル・W・デイヴィス                | 1776年 - 1843年 |                      | 公選 |
| 1843年 - 1851年       | ヘンリー・E・スペンサー                  | 1807年 - 1882年 |                      | 公選 |
| 1851年 - 1853年       | マーク・P・テイラー                      |                 | 民主党               | 公選 |
| 1853年 - 1855年       | デイヴィッド・T・スネルベイカー          | 1804年 - 1867年 | 民主党               | 公選 |
| 1855年 - 1857年       | ジェームズ・J・ファラン                  | 1808年 - 1892年 | 民主党               | 公選 |
| 1857年 - 1859年       | ニコラス・W・トーマス                    | 1810年 - 1864年 | ホイッグ             | 公選 |
| 1859年 - 1861年       | リチャード・M・ビショップ                | 1812年 - 1893年 | 民主党               | 公選 |
| 1861年 - 1863年       | ジョージ・ハッチ                         |                 | 民主党               | 公選 |
| 1863年 - 1866年       | レナード・A・ハリス                      | 1824年 - 1890年 |                      | 公選 |
| 1866年 - 1869年       | チャールズ・ F・ウィルスタッチ           | 1818年 - 1882年 |                      | 公選 |
| 1869年 - 1871年       | ジョン・F・トレンス                      | 1819年 - 1883年 |                      | 公選 |
| 1871年 - 1873年       | S・S・デイヴィス                         | 1817年 - 1896年 | 共和党               | 公選 |
| 1873年 - 1877年       | ジョージ・W・C・ジョンストン             | 1828年 - 1879年 | 民主党               | 公選 |
| 1877年 - 1879年       | ロバート・M・ムーア                      | 1816年 - 1880年 | 共和党               | 公選 |
| 1879年 - 1881年       | チャールズ・ジェイコブ・ジュニア         | 1834年 - 1913年 |                      | 公選 |
| 1881年 - 1883年       | ウィリアム・F・ミーンズ                  |                 | 民主党               | 公選 |
| 1883年 - 1885年       | トーマス・J・スティーヴンス              | 1823年 - 1892年 | 民主党               | 公選 |
| 1885年 - 1889年       | エイモア・スミス・ジュニア               | 1840年 - 1915年 | 共和党               | 公選 |
| 1889年 - 1894年       | ジョン・B・モスビー                      | 1845年 - 1928年 | 共和党               | 公選 |
| 1894年 - 1897年       | ジョン・A・コールドウェル                | 1852年 - 1927年 | 共和党               | 公選 |
| 1897年 - 1900年       | グスターヴ・タフェル                     | 1830年 - 1908年 | 民主党               | 公選 |
| 1900年 - 1905年       | ジュリアス・フレイシュマン               | 1871年 - 1925年 | 共和党               | 公選 |
| 1906年 - 1907年       | エドワード・J・デンプシー                | 1858年 - 1929年 | 民主党               | 公選 |
| 1908年 - 1909年       | レオポルド・マークブライト               | 1842年 - 1909年 | 共和党               | 公選 |
| 1909年                | ジョン・ガルヴィン                       | 1862年 - 1922年 | 共和党               | 公選 |
| 1910年 - 1911年       | ルイス・シュワブ                         | 1850年 - 1926年 | 共和党               | 公選 |
| 1912年 - 1913年       | ヘンリー・トーマス・ハント               | 1879年 - 1956年 | 民主党               | 公選 |
| 1914年 - 1915年       | フレデリック・S・シュピーゲル            | 1855年 - 1925年 | 共和党               | 公選 |
| 1916年 - 1917年       | ジョージ・プクタ                         | 1860年 - 1937年 | 共和党               | 公選 |
| 1918年 - 1921年       | ジョン・ガルヴィン（2期目）              | 1862年 - 1922年 | 共和党               | 公選 |
| 1922年 - 1925年       | ジョージ・カレル                         | 1865年 - 1949年 |                      | 公選 |
| 1926年 - 1929年       | マレー・シーズングッド                   | 1878年 - 1983年 | 憲章党               | 官選 |
| 1930年 - 1937年       | ラッセル・ウィルソン                     | 1876年 - 1946年 |                      | 官選 |
| 1938年 - 1947年       | ジェームズ・ガーフィールド・ステュアート | 1880年 - 1959年 | 共和党               | 官選 |
| 1947年 - 1948年       | カール・W・リッチ                        | 1898年 - 1972年 | 共和党               | 官選 |
| 1948年 - 1951年       | アルバート・D・キャッシュ                | 1897年 - 1952年 | 憲章党、 （民主党）  | 官選 |
| 1951年 - 1953年       | カール・W・リッチ（2期目）               | 1898年 - 1972年 | 共和党               | 官選 |
| 1953年 - 1954年       | エドワード・N・ウォルドヴォーゲル        | 1894年 - 1954年 |                      | 官選 |
| 1954年                | ドロシー・N・ドルビー                    | 1908年 - 1991年 |                      | 官選 |
| 1954年                | カール・W・リッチ（3期目）               | 1898年 - 1972年 | 共和党               | 官選 |
| 1955年 - 1957年       | チャールズ・フェルプス・タフト2世        | 1897年 - 1983年 | 憲章党2011（共和党） | 官選 |
| 1957年 - 1960年       | ドナルド・D・クランシー                  | 1921年 - 2007年 | 共和党               | 官選 |
| 1960年 - 1967年       | ウォルトン・H・バックラック              | 1904年 - 1989年 | 共和党               | 官選 |
| 1967年 - 1971年       | ユージン・P・ルールマン                  | 1925年 - 2013年 | 共和党               | 官選 |
| 1971年                | ウィリス・グラディスン                   | 1928年 -        | 共和党               | 官選 |
| 1971年 - 1972年       | トム・ルーケン                           | 1925年 -        | 民主党               | 官選 |
| 1972年 - 1975年       | テッド・ベリー                           | 1905年 - 2000年 | 憲章党               | 官選 |
| 1975年 - 1976年       | ボビー・L・スターン                      |                 | 憲章党               | 官選 |
| 1976年 - 1977年       | ジム・ルーケン                           | 1921年 - 1979年 | 民主党               | 官選 |
| 1977年 - 1978年       | ジェリー・スプリンガー                   | 1944年 -        | 民主党               | 官選 |
| 1978年 - 1979年       | ボビー・L・スターン（2期目）             |                 | 憲章党               | 官選 |
| 1979年 - 1980年       | ケン・ブラックウェル                     | 1948年 -        | 憲章党（共和党）     | 官選 |
| 1980年 - 1982年       | デイヴィッド・S・マン                    | 1939年 -        | 民主党               | 官選 |
| 1982年 - 1983年       | トーマス・B・ブラッシュ                  | 1934年 -        | 憲章党               | 官選 |
| 1983年 - 1984年       | アーノルド・ボーズ                       |                 | 憲章党               | 官選 |
| 1984年 - 1991年       | チャーリー・ルーケン                     | 1951年 -        | 民主党               | 官選 |
| 1991年                | デイヴィッド・ S・マン（2期目）          | 1939年 -        | 民主党               | 官選 |
| 1991年 - 1993年       | ドワイト・ティレリー                     | 1948年 -        | 民主党               | 官選 |
| 1993年 - 1999年       | ロクサーヌ・クウォールズ                 | 1953年 -        | 民主党               | 官選 |
| 1999年 - 2005年       | チャールズ・J・ルーケン（2期目）         | 1951年 -        | 民主党               | 公選 |
| 2006年 - 2013年       | マーク・マロリー                         | 1962年 -        | 民主党               | 公選 |
| 2013年 - 2022年1月4日 | ジョン・クランリー                       | 1974年 -        | 民主党               | 公選 |
| 2022年1月4日 -        | アフターブ・ピュアヴァル                 | 1982年 -        | 民主党               | 公選 |